# 別爾江斯克區

别尔江斯克区在扎波羅熱州的位置

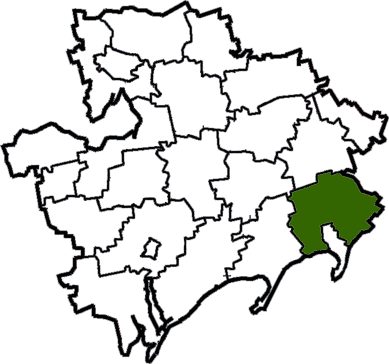
改革前别尔江斯克区在扎波羅熱州的位置

別爾江斯克區（烏克蘭語：Бердянський район）是烏克蘭扎波羅熱州的一個區，行政中心設於別爾江斯克，該區範圍在俄羅斯全面入侵烏克蘭於2022年被佔領。面積为4,461.56平方公里，2021年人口数量为179,118人。

## 历史
2020年7月18日乌克兰施行了行政区划改革，扎波羅熱州的区份数量减至5个，别尔江斯克区的面积显著扩大。改革前贝尔江斯克区的面积为1,776平方公里，2020年人口数量为24,274人。

## 行政區劃
别爾江斯克區下分為8個市鎮：
- 别爾江斯克市鎮（乌克兰语：Бердянська міська громада） (市級，行政中心：別爾江斯克)
- 普里莫爾斯克市鎮（乌克兰语：Приморська міська громада） (市級，行政中心：普里莫爾斯克)
- 安德里伊夫卡市鎮（乌克兰语：Андріївська селищна громада） (鎮級，行政中心：安德里伊夫卡)
- 切爾尼希夫卡市鎮（乌克兰语：Чернігівська селищна громада） (鎮級，行政中心：切爾尼希夫卡)
- 安德里夫卡市鎮（乌克兰语：Андрівська сільська громада） (村級，行政中心：安德里夫卡)
- 貝雷斯托韋市鎮（乌克兰语：Берестівська сільська громада） (村級，行政中心：貝雷斯托韋)
- 科拉里夫卡市鎮（乌克兰语：Коларівська сільська громада） (村級，行政中心：索菲伊夫卡)
- 奧西片科市鎮（乌克兰语：Осипенківська сільська громада） (村級，行政中心：奥西片科)